# Glomeris kubana
Glomeris kubana är en mångfotingart som beskrevs av Karl Wilhelm Verhoeff 1921. Glomeris kubana ingår i släktet Glomeris och familjen klotdubbelfotingar. Inga underarter finns listade i Catalogue of Life.